# Michałowice (Międzylesie)
Michałowice (deutsch: Michaelsthal) ist ein Ort in der Stadt- und Landgemeinde Międzylesie im Powiat Kłodzki der Woiwodschaft Niederschlesien in Polen. Es liegt fünf Kilometer nordöstlich von Międzylesie (Mittelwalde).

## Geographie
Michałowice liegt im Süden des Glatzer Kessels in den westlichen Ausläufern des Glatzer Schneegebirges. Nachbarorte sind Gajnik (Hain) im Norden, Nowa Wieś (Neundorf) im Nordosten, Goworów (Lauterbach) im Südosten, Szklarnia (Gläsendorf) im Süden, Nagodzice (Herzogswalde) im Südwesten und Roztoki (Schönfeld) im Nordwesten.

## Geschichte
Michaelsthal gehörte zur vormals böhmischen Grafschaft Glatz, die nach dem Ersten Schlesischen Krieg 1742 und endgültig mit dem Hubertusburger Frieden 1763 an Preußen gelangte und nach der Neugliederung Preußens 1815 der Provinz Schlesien eingegliedert wurde. Es wurde ab 1782 auf dem Grund eines aufgelösten Vorwerks, das zum Dorf Hain gehört hatte, angelegt. Gründer und Namensgeber der Kolonie Michaelsthal war der damalige Majoratsherr der Herrschaften Mittelwalde, Wölfelsdorf und Schönfeld, Michael Otto Reichsgraf von Althann. Er fügte Michaelsthal der Herrschaft Schönfeld ein und widmete es zur Filialkirche Lauterbach, die ihrerseits zur Pfarrkirche in Schönfeld gehörte.
Anfang des 19. Jahrhunderts bestand Michaelsthal aus einer Erbschölzerei, die auf dem Grund des aufgelösten Vorwerks errichtet wurde, einer Ölmühle sowie 31 Häusern mit Ackerfeld. Es bildete eine eigene Dorfgemeinde, die im Jahre 1802 aus 179 Einwohnern bestand. Es gehörte zunächst zum Landkreis Glatz und wurde 1818 in den Landkreis Habelschwerdt umgegliedert, mit dem es bis 1945 verbunden blieb. Ab 1874 gehörte die Landgemeinde Michaelsthal zusammen mit den Landgemeinden Hain, Lauterbach, Gläsendorf, Neundorf, Alt Neißbach, Neu Neißbach, Schönfeld und Thanndorf zum Amtsbezirk Lauterbach. 1939 wurden 171 Einwohner gezählt.
Als Folge des Zweiten Weltkriegs fiel Michaelsthal 1945 wie fast ganz Schlesien an Polen und wurde in Michałowice umbenannt. Die deutsche Bevölkerung wurde vertrieben. Die neu angesiedelten Bewohner waren teilweise Zwangsumgesiedelte aus Ostpolen, das an die Sowjetunion gefallen war. Wegen der abgelegenen Lage ging die Zahl der Einwohner nach wenigen Jahren deutlich zurück. Von 1975 bis 1998 gehörte Michałowice zur Woiwodschaft Wałbrzych (Waldenburg).